# Svartryggad dykare
Svartryggad dykare (Cephalophus dorsalis) är en skogslevande antilopdykare som återfinns i norra delarna av Kongo-Brazzaville, Liberia, Sierra Leone och Ghana.
Svartryggad dykare har en mankhöjd på runt 50 centimeter och kan väga ungefär 20 kilogram. Pälsen är mörkbrun med ljus undersida. Den har en svart linje som går ifrån nosen, över ryggen till svansen och den har fläckar över ögonen.
Dykaren lever i tät regnskog där den nattetid kommer ut för att leta föda. Den svartryggade dykarens föda innefattar växter, insekter, fåglar och ägg. De lever ensamma eller i par i ett område långt ifrån andra svartryggade dykare. 